# Jerry Weiss
Jerry Weiss (* 1. května 1946, New York City, New York, Spojené státy) je americký hráč na trubku a křídlovku, který je nejvíce znám jako zakládající člen jazz fusion skupiny Blood, Sweat & Tears, se kterou hrál od jejího založení v roce 1967 jen do roku 1968. Se skupinou nahrál její debutové album "Child Is Father to the Man".